# 히가시시라카와군

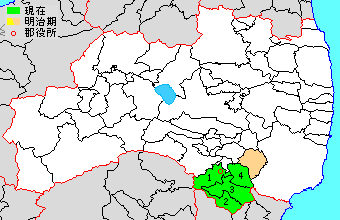
히가시시라카와 군의 위치

히가시시라카와군(일본어: 東白川郡, ひがししらかわぐん)은 일본 후쿠시마현 동부의 군이다.
인구 27,476명, 면적 620.95km², 인구밀도 44.2명/km².(2025년 3월 1일, 추계인구)
이하 3정 1촌으로 구성된다.
- 다나구라정(棚倉町)
- 하나와정(塙町)
- 야마쓰리정(矢祭町)
- 사메가와촌(鮫川村)